# Lagesse
Lagesse település Franciaországban, Aube megyében. Lakosainak száma 209 fő (2022. január 1.). Lagesse Chaource, Chesley, Cussangy és Maisons-lès-Chaource községekkel határos.

## Népesség
A település népessége az elmúlt években az alábbi módon változott:
| Lakosok száma | 205  | 207  | 179  | 187  | 197  | 204  | 205  | 209  | 209  | 209  |
|               | 1968 | 1982 | 1990 | 2006 | 2013 | 2015 | 2017 | 2019 | 2020 | 2022 |